# Lippenmäulchen
Das Lippenmäulchen (Mazus reptans) ist eine Pflanzenart in der Familie der Phrymaceae. Die Pflanze stammt aus dem Himalaya und ist als Bodendecker eine geschätzte Zierpflanze.

## Beschreibung
Das Lippenmäulchen ist eine polsterbildende, ausdauernde krautige Pflanze. Die niederliegende und Wurzeln bildende, dünne Sprossachse erreicht eine Länge von bis zu 5 Zentimetern. Die bis zu 10 Millimeter langen Blätter sind lanzettlich bis elliptisch, ihr Rand fein gezähnt.
Die Blütezeit reicht von Mai bis Juli, selten auch noch im Herbst. Die Blütenstände sind Trauben, die Blüten zwei- bis fünfzählig. Die Blütenkrone ist zweilippig und bläulich-violett, die Unterlippe weist weiße, violette und gelbe Flecken auf.

## Verbreitung
Das Lippenmäulchen stammt ursprünglich aus dem Himalaja-Gebiet. Die Art ist extrem frosthart und toleriert Temperaturen von weniger als −30 °C.

## Nutzung
Die Art findet Verwendung als Bodendecker in Beeten, kann aber aufgrund ihrer Wüchsigkeit unter guten Bedingungen auch als Rasenersatzstaude gebraucht werden. Sie ist bedingt trittfest. Neben der Art gibt es eine reinweiß blühende Sorte 'Albus' mit hellgrünem Laub.

## Nachweise
1. 1 2 3 4  Hans Simon (Hrsg.): Die Freiland-Schmuckstauden. Handbuch und Lexikon der Gartenstauden. Begründet von Leo Jelitto, Wilhelm Schacht. 5. völlig neu bearbeitete Auflage. Band 2: I bis Z. Eugen Ulmer, Stuttgart (Hohenheim) 2002, ISBN 3-8001-3265-6, S. 603.
2. ↑  Gordon Cheers (Hrsg.): Botanica. Das ABC der Pflanzen. 10.000 Arten in Text und Bild. Könemann, Köln 2003, ISBN 3-8331-1600-5, S. 567.